# Súdánská republika (1956–1969)
Súdánská republika (arabsky سلطنة دارفور‎) v letech 1956–1969 byla nezávislá africká republika, od roku 1958 do 1964 vojenská diktatura, předcházející modernímu Súdánu až do doby, kdy plukovník Džafar Muhammad an-Numairí provedl státní převrat. V letech 1955–1972 probíhala v Súdánu občanská válka mezi muslimským severem a křesťanským jihem.